# Wat is mijn hart
Wat is mijn hart is een nummer van de Nederlandse zanger Marco Borsato uit 2000. Het is de tweede en laatste single van zijn achtste studioalbum Luid en duidelijk.
Van het nummer werd een liveversie op single uitgebracht. Deze versie werd opgenomen tijdens een concert in oktober 2000 in Ahoy Rotterdam. De versie haalde een bescheiden 16e positie in de Nederlandse Top 40 en was daarmee Borsato's eerste hit van het nieuwe millennium.